# 卡里克弗格斯 (歌曲)
〈卡里克弗格斯〉（Carrickfergus）是一首愛爾蘭民歌，歌名是以北愛爾蘭安特里姆郡的城鎮卡里克弗格斯來命名的。這首歌被首次錄製時是以〈The Kerry Boatman〉這個名來錄製的，由多米尼克·伯漢錄製在一張名叫《The Irish Rover》的密紋唱片（LP）發行的，發行日期為1965年。the Clancy brothers在後來錄製了一個幾乎相同的版本。

## 起源
這首歌的起源尚不清楚，但其旋律已經被追溯到愛爾蘭語歌曲〈Do Bhí Bean Uasal〉（〈曾有一位貴族女人〉），這歌被認為是詩人Cathal Buí Mac Giolla Ghunna所創作，他於在1756年在克萊爾郡去世。音樂收藏家喬治·佩特里從同類的收藏家帕特里克·喬伊斯中獲得了這個旋律的兩個譜曲。喬伊斯來自貝利豪拉山脈的巴里奧根，位於利默里克郡和科克郡的邊界。佩特里寫道，他相信〈Do Bhí Bean Uasal〉是來自克萊爾郡或利默里克郡，而且無論如何是一首芒斯特歌。
這首歌的一個版本出現在十九世紀中期科克城的一張民謠樂譜中，以混合語言形式寫出來的。其愛爾蘭歌詞是關於一個男人被戴綠帽，是一首淫穢和幽默的小曲。相比之下，英文歌詞就比較傷感。

## 演奏
這首歌已被許多知名的演奏者錄製。它是民俗節日和音樂會的熱門演唱歌曲，並在1999年小約翰·甘迺迪的葬禮上演唱過。這首歌最近由盧登·溫賴特三世為HBO電視劇《酒私風雲》第一季第五集的片尾演唱。此外，俄羅斯創作歌手Aleksandr Karpov（又名Aleksandr O'Karpov）將歌詞翻譯成俄文，錄製了俄文版的「卡里克弗格斯」，也取名為「За синим морем, за океаном」（Za sinim morem, za okeanom - 「超越藍海，超越海洋」）。
歌曲〈The Water Is Wide〉有一些類似的曲調和非常類似的歌詞。這首歌被許多人錄製過，包括卜·戴倫、皮特·西格、The Seekers，以及飛鳥樂隊的兩位前成員羅傑·麥昆和克里斯·希爾曼，他們兩人都錄製過獨唱版本。

## 外部連結
- Brian Kennedy （页面存档备份，存于） — Carrickfergus (Excerpt)
- Seán Ó Sé's rendition of Do Bhí Bean Uasal（页面存档备份，存于）
- Useful Discussion of history of the song at Mudcat Café
- Song lyrics, The Dubliners version （页面存档备份，存于）